# Manzat
Manzat (occitanska: Manzac) är en kommun i departementet Puy-de-Dôme i regionen Auvergne-Rhône-Alpes i centrala Frankrike. Kommunen ligger i kantonen Manzat som tillhör arrondissementet Riom. År 2022 hade Manzat 1 417 invånare.

## Befolkningsutveckling
Antalet invånare i kommunen Manzat
| Referens: INSEE |